# Swift (cratère)
Pour les articles homonymes, voir Swift.
Le cratère de Swift  est l'un des deux cratères de Déimos. Il a été baptisé d'après Jonathan Swift, l'écrivain anglo-irlandais, auteur du roman Les Voyages de Gulliver, dans lequel il imaginait que Mars pouvait avoir deux lunes.
Il se trouve aux coordonnées 12,5° N et 1,8° O.
Le nom de ce cratère a été approuvé par l'Union Astronomique Internationale en 1973.

## Référence
- (en) Cratères de Déimos

## Compléments